# Train Ferry No. 1
Die Train Ferry No. 1 war eine britische Eisenbahnfähre, die im Zweiten Weltkrieg von der Royal Navy zum Landungsboottransporter Iris bzw. Princess Iris umgebaut und als solcher eingesetzt wurde.

## Das Schiff
Das Schiff war das erste von drei baugleichen Schiffen, den Train Ferries No. 1, No. 2 und No. 3, die während des Ersten Weltkriegs vom britischen War Office geordert wurden, um Ausrüstung und Nachschubgüter vom neuen Militärhafen Richborough Port südlich von Ramsgate in Kent über den Ärmelkanal nach Dünkirchen zu transportieren. Es lief am 3. August 1917 mit der Baunummer 921 auf der Low Walker-Werft von Armstrong-Whitworth in Newcastle upon Tyne vom Stapel und wurde im November 1917 fertiggestellt und ausgeliefert. Bei 106,8 m Länge, 17,9 m Breite und 4,7 m Tiefgang war das Schiff mit 2.683 BRT vermessen. Die Antriebsanlage bestand aus vier kohlebefeuerten Kesseln und zwei Dreifachexpansions-Dampfmaschinen von der Wallsend Slipway & Engineering Company mit 403 PSnom sowie zwei Schrauben; sie ermöglichte eine Geschwindigkeit von 12 Knoten. Das Schiff hatte zwei Ruder, jeweils eins hinter jeder der beiden Schrauben. Die beiden Schornsteine befanden sich seitlich nebeneinander, mittschiffs rechts und links außen hinter den Brückenaufbauten. Über das gesamte Hauptdeck liefen vier parallele Gleise, auf denen bis zu 54 Standard-10-Tonnen-Wagen befördert werden konnten, die über die Heckklappe eingefahren wurden. Unter dem Gleisdeck befanden sich außer der Maschinenanlage und den Kohlebunkern Laderäume für militärisches Stückgut sowie Wasserballasttanks. Die Tragfähigkeit betrug 960 Tonnen. Zum Schutz gegen Angriffe von Flugzeugen, Torpedobooten oder U-Booten waren die drei Schiffe mit jeweils vier Geschützen bewaffnet, je zwei vorn und achtern auf dem Oberdeck.

## Schicksal

### Erster Weltkrieg
Die Train Ferry No. 1 nahm im November 1917 ihren Dienst auf, anfangs zwischen Southampton und Dieppe, da die Anlagen in Richborough noch nicht fertig waren. Sie und ihre beiden Schwesterschiffe führten bis Kriegsende insgesamt 270 Fahrten über den Ärmelkanal und zurück durch, wobei sie jedes Mal durchschnittlich 900 Tonnen beförderten. Sie konnten in weniger als 20 Minuten beladen werden, und sie waren dabei gezeitenunabhängig.

### Zwischenkriegsjahre
Nach Kriegsende wurden die drei Fähren in Richborough aufgelegt. 1921 gingen sie beim Kauf der brachliegenden Hafenanlagen in Richborough durch die private Port of Queenborough Development Company in deren Besitz über, ohne jedoch wieder in Fahrt gebracht zu werden.
1922 begann die Great Eastern Railway Planungen, die drei Fähren für einen Eisenbahnfährdienst von Harwich zum Kontinent zu nutzen. Die Belgische Regierung zeigte Interesse, ein Fährenterminal in Zeebrügge einzurichten, und so wurden im Jahre 1923 – obwohl die Great Eastern Railway kurz zuvor mit dem Inkrafttreten des Railways Act 1921 am 1. Januar 1923 in der London and North Eastern Railway (LNER) aufgegangen war – zwei Gesellschaften gegründet, die Great Eastern Train Ferries Ltd., die die Fährschiffe betreiben sollte, und die Société Belgo-Anglaise des Ferry-Boats SA, die die Lokomotiven und Wagons zur Verfügung stellen sollte. Die Great Eastern Train Ferries kaufte noch im gleichen Jahr die drei Schiffe, stellte sie auf Ölfeuerung um und eröffnete mit ihnen 1924 eine Eisenbahnfährverbindung für Frachtverkehr zwischen Harwich und Zeebrügge, wobei man die ursprünglichen, aus Southampton und Richborough herbeigeschafften Gleisanlegerbrücken verwandte. Die Schiffe behielten ihre angestammten Namen Train Ferry No. 1, Train Ferry No. 2 und Ferry No. 3, wurden allerdings nunmehr meist als TF1, TF2 und TF3 bezeichnet.
Als Folge der Weltwirtschaftskrise musste die Great Eastern Train Ferries 1932 liquidiert werden; ihre verbliebenen Vermögenswerte, insbesondere die drei Fähren, wurden von der LNER gekauft, die nunmehr den Fährdienst nach Zeebrügge aufrechterhielt.

### Zweiter Weltkrieg
Sofort nach Beginn des Zweiten Weltkriegs im September 1939 wurden die drei Schiffe von der Royal Navy requiriert und zum Transport von Militärfahrzeugen und Lazarettzügen von Harwich nach Calais eingesetzt. Die TF2 ging dabei am 13. Juni 1940 verloren, als sie durch Artilleriefeuer schwer beschädigt von ihrer Besatzung bei Saint-Valery-en-Caux an der Normandieküste auf Strand gesetzt und aufgegeben wurde. 14 Mann ihrer Besatzung verloren ihr Leben. Die TF1 und die TF3 waren im Juni 1940 noch an der Evakuierung der Kanalinseln beteiligt und wurden dann Ende Juni von der Admiralität gekauft.

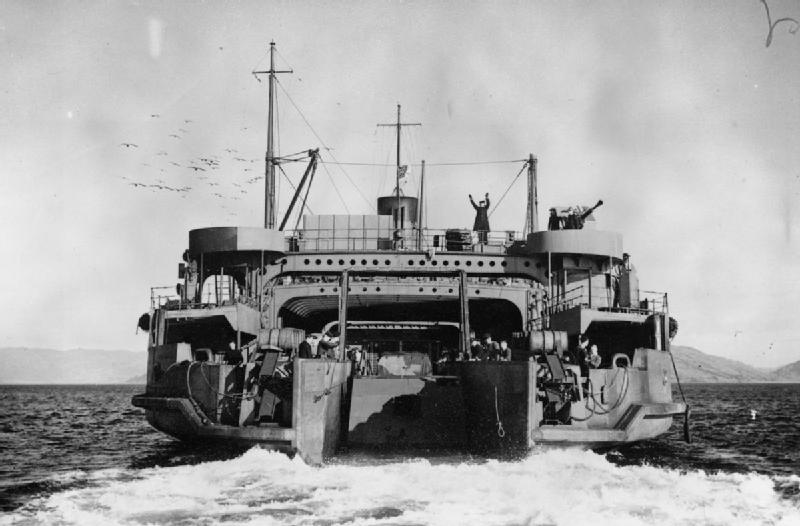
Princess Iris beim Aufnehmen eines LCM-Landungsboots über die Heckklappe

Die beiden Schiffe wurden zu Landungsschiffen mit Heckslipanlage, sogenannten „Landing Ships Sternchute“ (LSS), umgebaut, die jeweils 14 Landungsboote der Typen LCA („Landing Craft Assault“) oder LCM („Landing Craft Mechanized“) auf dem Gleisdeck und vier weitere auf dem Oberdeck transportieren konnten. Die Boote auf dem Gleisdeck wurden per Heckslip aufgenommen und abgesetzt, die vier auf dem Oberdeck per Schiffskran. Die beiden Schornsteine wurden bei dem Umbau zu einem einzigen verbunden. Nach beendetem Umbau wurden die beiden Schiffe im April 1941 in Dienst gestellt als Iris und Daffodil, zu Ehren der beiden Mersey-Fähren, die beim Zeebrügge-Raid am 23. April 1918 eingesetzt worden waren. Während die Iris (ex TF1) dann hauptsächlich zum Transport von Landungsbooten in die südenglischen Häfen benutzt wurde, diente die Daffodil (ex TF3) zunächst als Sperrballonschiff im schottischen Loch Ewe, wo Nordmeergeleitzüge zusammengestellt wurden. Ab Oktober 1941 wurde auch sie zum Transport von Landungsbooten eingesetzt. Die Iris wurde im September 1942 in Princess Iris umbenannt.
Im Mai 1944 wurde die Daffodil mit einer Heckrampe ausgestattet, um das Entladen von Lokomotiven und Waggons zu ermöglichen, wo keine Gleisbrücken vorhanden waren. Sie brachte dann nach dem Beginn der Alliierten Landung in der Normandie im Juni 1944 Nachschub nach Cherbourg und ab September im regelmäßigen Pendelverkehr nach Dieppe. Am 17. März 1945 lief sie vor Dieppe auf eine Mine und sank am nächsten Tag.
Die Princess Iris brachte während der Invasion der Normandie beschädigte Landungsboote zurück nach England. Im August 1944 wurde auch sie mit einer Heckrampe ausgerüstet, um Bahntransporte zwischen Southampton und Cherbourg bzw. Dieppe durchführen zu können, aber schon im Dezember wurde die Rampe wieder entfernt, damit das Schiff erneut Landungsboote transportieren konnte.

### Nachkriegszeit
Die Princess Iris (ex TF1) wurde im Mai 1946 von der Royal Navy ausgemustert und an die London and North Eastern Railway zurückverkauft. Sie wurde auf den neuen Namen Essex Ferry umgetauft und fuhr ab Juni 1946 wieder als Eisenbahnfähre zwischen Harwich und Zeebrügge, dreimal pro Woche. Mit dem Inkrafttreten des Transport Act 1947 am 1. Januar 1948, der die Eisenbahnen in Großbritannien verstaatlichte, wurde die British Transport Commission Eigentümer des Schiffs. 1951 wurden die beiden neuen Fähren Norfolk Ferry und Suffolk Ferry in Betrieb genommen, und als 1957 die neue Essex Ferry (2) hinzukam, wurde die alte Essex Ferry (ex Train Ferry No. 1, ex Iris, ex Princess Iris) noch einmal für kurze Zeit umbenannt in Essex Ferry II, um den Namen für ihre Nachfolgerin freizumachen. Das alte Schiff wurde dann im Februar 1957 in Grays (Essex) abgewrackt.

## Die Schiffe der Klasse
| Name              | Spätere Namen                                                 | Werft & Baunummer                           | Stapellauf         | †             | Anmerkung                                                                                    |
| ----------------- | ------------------------------------------------------------- | ------------------------------------------- | ------------------ | ------------- | -------------------------------------------------------------------------------------------- |
| Train Ferry No. 1 | TF1; HMS Iris; HMS Princess Iris; Essex Ferry; Essex Ferry II | Armstrong-Whitworth, # 921                  | 3. August 1917     | Februar 1957  | abgewrackt                                                                                   |
| Train Ferry No. 2 | TF2                                                           | Armstrong-Whitworth, # 922                  | 12. September 1917 | 13. Juni 1940 | Durch Artilleriefeuer beschädigt, bei Saint-Valery-en-Caux auf Strand gesetzt und aufgegeben |
| Train Ferry No. 3 | TF3; HMS Daffodil                                             | Fairfield Shipbuilding & Engineering, # 540 | September 1917     | 18. März 1945 | Nach Minentreffer vor Dieppe gesunken                                                        |